# Слейтер, Хит
Хит Уоллес Миллер (англ. Heath Wallace Miller, род. 15 июля 1983, Пайнвилл, Западная Виргиния) — американский рестлер, в данное время выступающий в Impact Wrestling под именем Хит (англ. Heath).
Дебютировав в 2004 году, Миллер подписал контракт с WWE в 2006 году и выступал в Deep South Wrestling (DSW) и Florida Championship Wrestling (FCW) до появления в первом сезоне NXT в 2010 году. В том же году он дебютировал в основном ростере WWE в составе группировки «Нексус», став трехкратным командным чемпионом WWE вместе со своим коллегой Джастином Гэбриелем. В 2016 году он начал сюжетную линию, в которой он сформировал команду с Райно, в результате чего они стали первыми в истории командными чемпионами WWE SmackDown. Он является первым рестлером, который завоевал командные титулы SmackDown и Raw.

## Титулы и награды
- Figure Wrestling Federation
  - Междуштатный чемпион FWF (1 раз)[1][2]
- Florida Championship Wrestling
  - Чемпион Флориды FCW (1 раз)[3][4]
  - Южный чемпион FCW в тяжёлом весе (1 раз)[5][6]
  - Командный чемпион Флориды FCW (1 раз) — с Джо Хеннигом[3][7]
- Georgia Championship Wrestling
  - Чемпион Колумбуса GCW (1 раз)[8]
- Impact Wrestling
  - Командный чемпион мира Impact (1 раз) — с Райно[9]
  - Момент года (2020) — дебютирует в Impact на Slammiversary, вместе с другими возвращениями и дебютами той ночи[10]
- Insane Wrestling Revolution
  - Командный чемпион мира IWR (1 раз) — с Райно[11]
- Pro Wrestling Illustrated
  - Вражда года (2010) The Nexus vs. WWE[12]
  - Самый ненавистный рестлер года (2010) как часть The Nexus[13]
  - № 66 в топ 500 рестлеров в рейтинге PWI 500 в 2011[14]
- Rolling Stone
  - № 7 в топ 10 лучших рестлеров WWE 2016 года[15]
- Squared Circle Expo
  - Командный чемпион SCX (1 раз) — с Райно
- World Wrestling Entertainment/WWE
  - Чемпион 24/7 WWE (1 раз)[16][17]
  - Командный чемпион WWE (3 раза) — с Джастином Гэбриелем[18][19][20][21]
  - Командный чемпион WWE SmackDown (1 раз) — с Райно[22][23]
  - Slammy в номинации «Шокер года» (2010) дебют The Nexus[24]
- Xtreme Intense Championship Wrestling
  - Командный чемпион XICW (1 раз) — с Райно[25][26]